# Vassgeting
Vassgeting (Symmorphus fuscipes) är en stekelart som först beskrevs av Herrich-Schäffer 1838. Enligt Catalogue of Life ingår vassgeting i släktet vedgetingar och familjen Eumenidae, men enligt Dyntaxa är tillhörigheten istället släktet vedgetingar och familjen getingar. Enligt den finländska rödlistan är arten nationellt utdöd i Finland. Enligt den svenska rödlistan är arten otillräckligt studerad i Sverige. Arten förekommer i Svealand. Arten har tidigare förekommit i Götaland, Öland och Nedre Norrland men är numera lokalt utdöd. Artens livsmiljö är jordbrukslandskap, havsstränder, våtmarker, skogslandskap. Inga underarter finns listade i Catalogue of Life.